# Bình Minh, Vĩnh Long
Bình Minh là một phường thuộc tỉnh Vĩnh Long, Việt Nam.

## Địa lý
Phường Bình Minh có vị trí địa lý:
- Phía đông giáp xã Song Phú.
- Phía tây giáp xã Tân Quới.
- Phía nam giáp phường Cái Vồn và Đông Thành; giáp thành phố Cần Thơ với ranh giới là sông Hậu.
- Phía bắc giáp xã Mỹ Thuận.

Phường Bình Minh có diện tích 23,86 km², dân số năm 2025 là 34.193 người, mật độ dân số đạt 1.433 người/km².

## Hành chính
Phường Thành Phước được chia thành 5 khóm: 1, 2, 3, 4 và 5.

## Lịch sử
Dưới thời Việt Nam Cộng hòa, Thành Phước vốn là tên một ấp thuộc xã Thành Lợi, quận Bình Minh, tỉnh Vĩnh Long.
Sau năm 1975, Chính quyền tách ấp Thành Phước thuộc xã Thành Lợi và ấp Mỹ Thới thuộc xã Mỹ Thuận để thành lập thị trấn Cái Vồn, thị trấn huyện lỵ huyện Bình Minh.
Ngày 28 tháng 12 năm 2012, Chính phủ ban hành Nghị quyết số 89/NQ-CP. Theo đó, chuyển huyện Bình Minh thành thị xã Bình Minh và thành lập phường Thành Phước trên cơ sở 359,93 ha diện tích tự nhiên, 13.703 người của thị trấn Cái Vồn.
Ngày 16 tháng 6 năm 2025, Ủy ban Thường vụ Quốc hội ban hành Nghị quyết số 1687/NQ-UBTVQH15 về việc sắp xếp các đơn vị hành chính cấp xã của tỉnh Vĩnh Long năm 2025. Theo đó, sắp xếp toàn bộ diện tích tự nhiên, quy mô dân số của xã Thuận An và một phần diện tích tự nhiên, quy mô dân số của các phường Thành Phước, Cái Vồn thành phường mới có tên gọi là phường Bình Minh.
Sau khi sáp nhập, phường Bình Minh có 23,86 km² diện tích tự nhiên và dân số 34.193 người.